# ویلیام امهرست (نظامی)
ویلیام امهرست (انگلیسی: William Amherst; ۵ مارس ۱۷۳۲ – ۱۳ مهٔ ۱۷۸۱) فرد نظامی اهل پادشاهی بریتانیای کبیر بود.